# Hospital Municipal Eva Perón (Merlo)
El Hospital Municipal Eva Perón es un centro de salud argentino ubicado en Colón 451, Merlo. Fue inaugurado en 1929, su estructura se encuentra funcionando actualmente, con sucesivas remodelaciones; una de las principales fue en 1984 se realiza una ampliación con dos pisos a uno de los laterales del predio.

## Misión y visión
Su objetivo es ser el Hospital de referencia dentro del Sistema Municipal de Salud; orientado a la atención de agudos y abocado al logro de un servicio adecuado a las demandas de la comunidad.
Su Visión es ser un centro de Salud con servicios altamente competitivos que brinde atención integral, humanizada, oportuna y de calidad en aras de satisfacer las expectativas de los usuarios de nuestra comunidad.

## Proyecto
El mismo cuenta con un desarrollo pormenorizado, desde el diagnóstico de situación; continuando con un amplio análisis de los objetivos estratégicos y cada uno de los planes en desarrollo actualmente.

## Pediatría

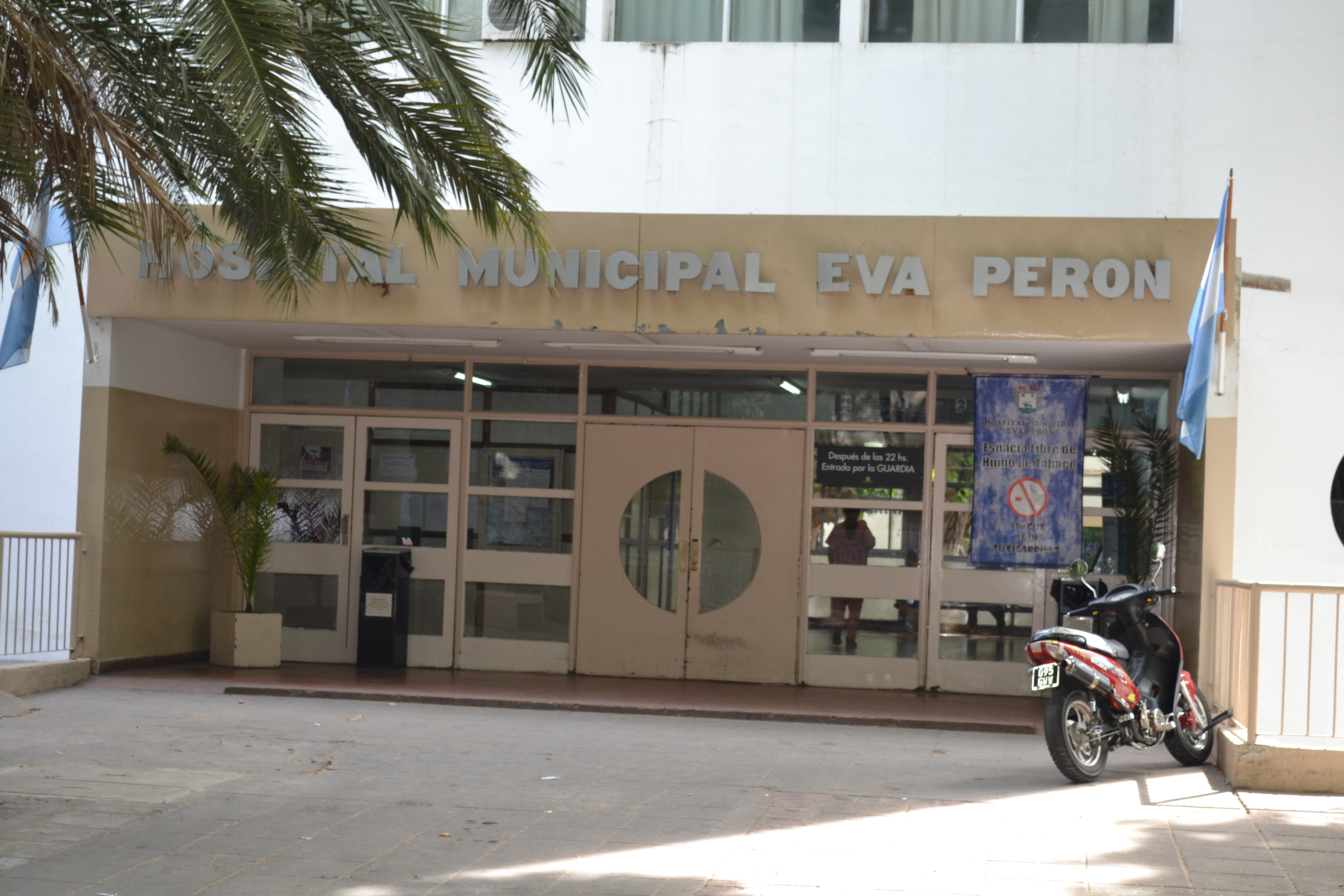

El Servicio de pediatría se realizaron diversas re estructuraciones, con mejoras edilicias y de personal en el Servicio de emergencia, mejoras en la internación y de consultorios externos.

## Emergencia
El Servicio de Emergencia es una de las áreas esenciales al ser este un Hospital prioritariamente de agudos, motivos por el cual se desarrolla una fuerte política de formación de personal, desarrollo de un comité de catástrofes, mejoras en la asistencia prehospitalaria con móviles del Sistema Municipal de emergencia, e intra-hospitalaria, con la mejoras de los equipos de atención.

## Terapia Intensiva
El Servicio de terapia Intensiva tuvo importante desarrollo con la apertura de 12 camas y de personal, con el objetivo de iniciar nueva área de atención, dedicada a coronaria, dolor y unidad de Stroke.

## Docencia e Investigación
El departamento de docencia acompaña esta gestión desde su inicio con un sólido proyecto en la gestión de conocimiento donde se desarrollan ateneos, cursos de emergencias, guías de procedimientos. En planificación de Jornadas de Salud en noviembre de 2007.

## Reformas
En mayo de 2012, el intendente municipal Raúl Othacehé inauguró un proyecto que consistió en la completa remodelación del sector de cuidados especiales, con recambio de toda la instalación eléctrica, colocación de nuevos cabezales de cama con oxígeno, aspiración y aire comprimido; sector para pacientes aislados, habitación de médicos a nuevo con todo lo necesario tanto en confort como elementos médicos, office de enfermería e incorporación de 7 camas nuevas tipo terapia intensiva con sus colchones y fundas. (enlace roto disponible en Internet Archive; véase el historial, la primera versión y la última)..Al año siguiente el gobernador Daniel Scioli y el ministro de Salud provincial, Alejandro Collia, llevaron a cabo la inauguración del Centro de Diagnóstico por Imágenes del hospital y pusieron en funcionamiento un tomógrafo de última generación. En 2016 durante la intendencia de Gustavo Menéndez se creó anexo un edificio de 2.200 mts2 con tecnología de punta, lo que permitirá tener un shockroom, una entrada de ambulancias, una sala de espera, una unidad de diagnóstico precoz y de diagnóstico . Gustavo Menéndez inauguró la Unidad Coronaria y el Servicio de Hemodinamia y se compraron aparatos de última generación por 20 millones de pesos.